# 정현호 (2004년)
정현호(한국 한자: 正賢號, 2004년 11월 26일 ~ )는 대한민국의 축구 선수로, 포지션은 골키퍼이다. 현재 K리그2 충북 청주 FC 소속이다.